# Frithjof Schmidt

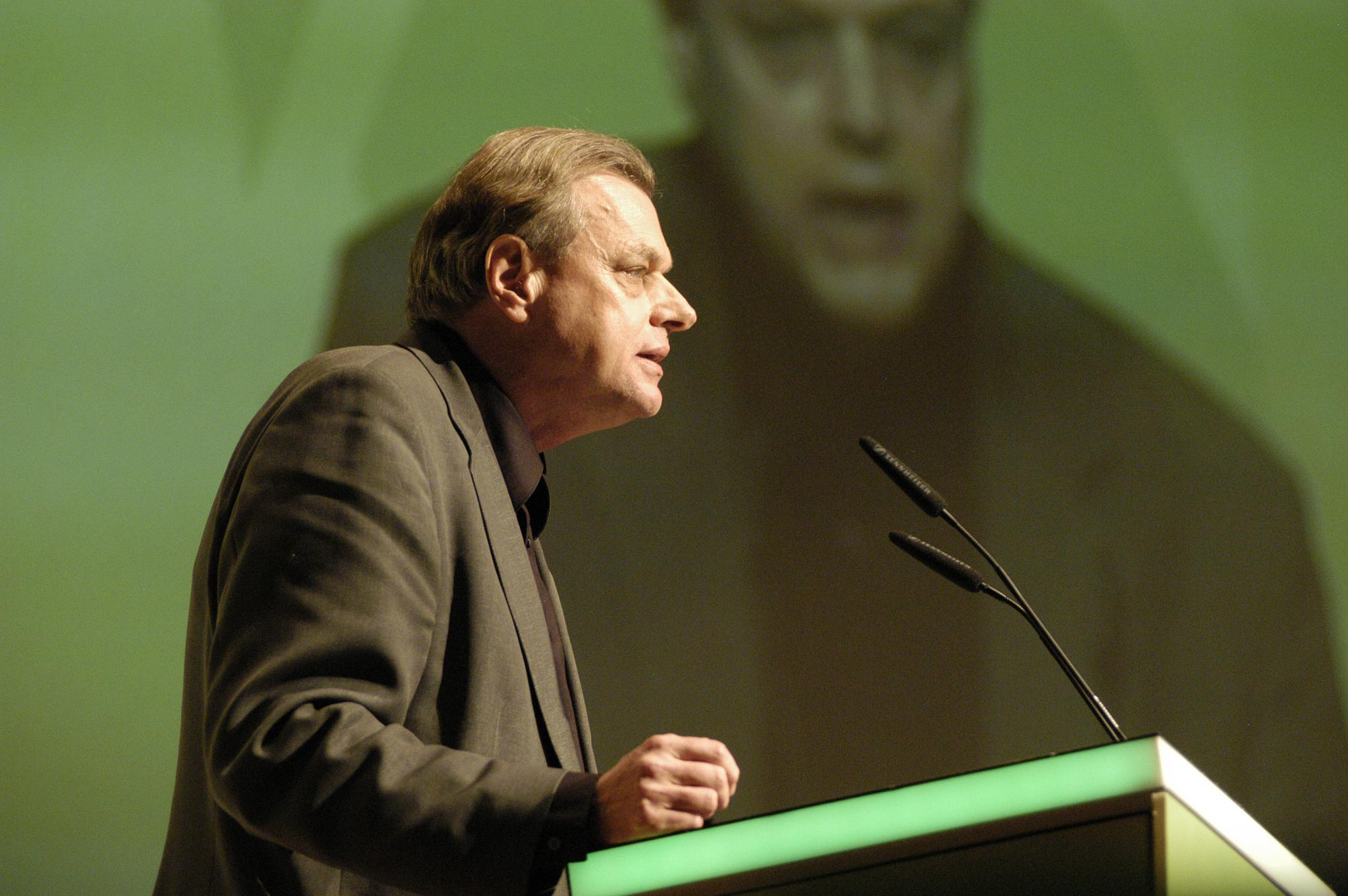
Frithjof Schmidt (2008)

Frithjof Schmidt (n. 17 aprilie 1953, Bad Harzburg, Republica Federală Germania, Germania) este un om politic german, membru al Parlamentului European în perioada 2004-2009 din partea Germaniei.